# Matthias Langkamp
Matthias Langkamp (Speyer, 24 februari 1984) is een Duitse voetballer (verdediger) die anno 2007 voor de Bundesliga vereniging Arminia Bielefeld uitkomt. Voordien speelde hij onder andere voor VfL Wolfsburg en Grasshopper-Club Zürich.
Langkamp speelde twee interlands voor de U-21 van Duitsland.
Zijn jongere broer Sebastian speelt sinds juli 2013 bij Hertha BSC.

## Carrière
- -1989: Sportfreunde Merfeld (jeugd)
- 1989-2001: Preußen Münster (jeugd)
- 2001-2004: Arminia Bielefeld (jeugd)
- 2004-2005: Arminia Bielefeld
- 2005-2006: VfL Wolfsburg
- 2006-2007: Grasshopper-Club Zürich
- 2007- nu : Arminia Bielefeld